# Storå (Nordland)
Pour les articles homonymes, voir Stora.
Storå, aussi appelée Jågåsijdda (en same de Lule), est une localité rattachée à la municipalité de Narvik, dans le comté de Nordland, en Norvège. Sa superficie est de 0,127 km2.  
Storå a vu sa population décroître sensiblement depuis le début du XXIe siècle, au point de ne plus compter que quelques résidents permanents. L'économie locale repose essentiellement sur la pêche et le travail agricole. Le village permet la traversée maritime pour relier les localités de Kjøpsvik et de Drag.

## Géographie
Administrativement, Storå faisait partie de la kommune de Tysfjord, jusqu'à la dissolution de celle-ci au 1er janvier 2020. Storå est désormais rattachée à la municipalité de Narvik, dans le comté de Nordland en Norvège.  Elle se situe à près de trois kilomètres au sud du village de Kjøpsvik, sur la rive opposée du fjord de Tyr, à 137 kilomètres de Bodø, la capitale régionale, et à 978 kilomètres à vol d'oiseau de la capitale norvégienne, Oslo.